# R.K.C.S. Somawardana
R.K.C.S. Somawardana (* 16. September 1990) ist ein sri-lankischer Mittelstreckenläufer.

## Sportliche Laufbahn
Erste internationale Erfahrungen sammelte R.K.C.S. Somawardana im Jahr 2015, als er bei den Asienmeisterschaften im 1500-Meter-Lauf in 3:52,68 min den zehnten Platz belegte. Im Jahr darauf nahm er an den Südasienspielen in Guwahati teil und erreichte dort in 4:00,82 min den fünften Platz.
2015 wurde Somawardana sri-lankischer Meister im 1500-Meter-Lauf.

## Persönliche Bestleistungen
- 800 Meter: 1:50,76 min, 12. Mai 2012 in Diyagama
- 1500 Meter: 3:49,24 min, 4. Dezember 2015 in Diyagama